# Artemether/lumefantrine
Artemether/lumefantrine, được bán dưới tên thương mại Coartem và các loại khác, là sự kết hợp của hai loại thuốc artemether và lumefantrine. Nó được sử dụng để điều trị bệnh sốt rét do Plasmodium falciparum không thể điều trị bằng chloroquine. Thuốc này thường không được sử dụng để ngăn ngừa bệnh sốt rét. Nó được uống bằng miệng.
Các tác dụng phụ thường gặp bao gồm đau cơ và khớp, sốt, chán ăn và đau đầu. Các tác dụng phụ nghiêm trọng bao gồm kéo dài khoảng QT. Mặc dù không được nghiên cứu kỹ, nó dường như an toàn khi sử dụng trong thai kỳ. Liều không cần thay đổi ở những người có vấn đề về thận hoặc gan nhẹ hoặc trung bình.
Sự kết hợp được đưa vào sử dụng y tế vào năm 1992. Cả hai đều được phát triển ở Trung Quốc. Nó nằm trong Danh sách các loại thuốc thiết yếu của Tổ chức Y tế Thế giới, loại thuốc an toàn và hiệu quả nhất cần có trong hệ thống y tế. Chi phí bán buôn ở các nước đang phát triển là từ 0,10 đến 1,2 đô la Mỹ mỗi ngày kể từ năm 2014. Nó không có sẵn dưới dạng thuốc gốc và chi phí điều trị trong khoảng từ 100 đến 200 đô la Mỹ ở Hoa Kỳ.

## Sử dụng trong y tế
Thuốc kết hợp này là một cách điều trị sốt rét hiệu quả và dung nạp tốt, cung cấp tỷ lệ chữa khỏi cao ngay cả trong các vùng kháng đa thuốc.

## Tác dụng phụ
Coartem có thể gây ra phản ứng phản vệ. Thuốc thường xuyên gây đau đầu, chóng mặt và chán ăn, mặc dù dạng nhẹ trong hầu hết các trường hợp. Các tác dụng phụ khá phổ biến khác (hơn 3% bệnh nhân) bao gồm rối loạn giấc ngủ, ù tai, run, đánh trống ngực, cũng như các phản ứng không đặc hiệu như chóng mặt, rối loạn tiêu hóa, ngứa và viêm mũi họng.